# Бондарев, Юрий Васильевич
Ю́рий Васи́льевич Бо́ндарев (15 марта 1924, Орск — 29 марта 2020, Москва) — русский советский писатель и сценарист, общественный деятель, занимал различные должности в правлении СП СССР и СП РСФСР, с 1971 года — первый заместитель председателя правления Союза писателей РСФСР, входил в состав редколлегий многих литературных журналов, возглавлял различные общественные организации. С 1990 по 1994 год — председатель Союза писателей России. Участник Великой Отечественной войны. Герой Социалистического Труда (1984). Кавалер двух орденов Ленина (1971, 1984), лауреат Ленинской (1972), двух Государственных премий СССР (1977, 1983), Государственной премии РСФСР им. братьев Васильевых (1975) и Государственной премии РФ имени Маршала Советского Союза Г. К. Жукова в области литературы и искусства (2014). Почётный гражданин города-героя Волгограда (2004).

## Биография
Юрий Бондарев родился 15 марта 1924 года в городе Орске Оренбургской губернии (ныне Оренбургская область) в семье участника Первой мировой войны, народного следователя, адвоката и административного работника Бондарева Василия Васильевича (1896—1988) и Бондаревой Клавдии Иосифовны (1900—1978). В 1931 году они переехали в Москву. Учился в 516-й средней школе. Детство и послевоенные годы прошли в Замоскворечье.

## Великая Отечественная война
Летом 1941 года комсомолец Бондарев участвовал в сооружении оборонительных укреплений под Смоленском. Летом 1942 года, после окончания 10 класса средней школы, был направлен на учёбу во 2-е Бердичевское пехотное училище, эвакуированное в Актюбинск.
В октябре того же года курсанты были направлены под Сталинград. Ю. Бондарев был зачислен командиром миномётного расчёта 308-го полка 98-й стрелковой дивизии. В боях под Котельниковским (ныне Котельниково) был контужен, получил обморожение и лёгкое ранение в спину. После лечения в госпитале служил командиром орудия в составе 89-го стрелкового полка 23-й стрелковой дивизии Воронежского фронта. Участвовал в форсировании Днепра и освобождении Киева. В боях за Житомир также был ранен и попал в полевой госпиталь.
За уничтожение в районе села Боромля Сумской области трёх огневых точек, автомашины, противотанковой пушки и 20 солдат и офицеров противника был награждён медалью «За отвагу», за подбитый танк и отражение атаки немецкой пехоты в районе города Каменец-Подольский награждён второй медалью «За отвагу».

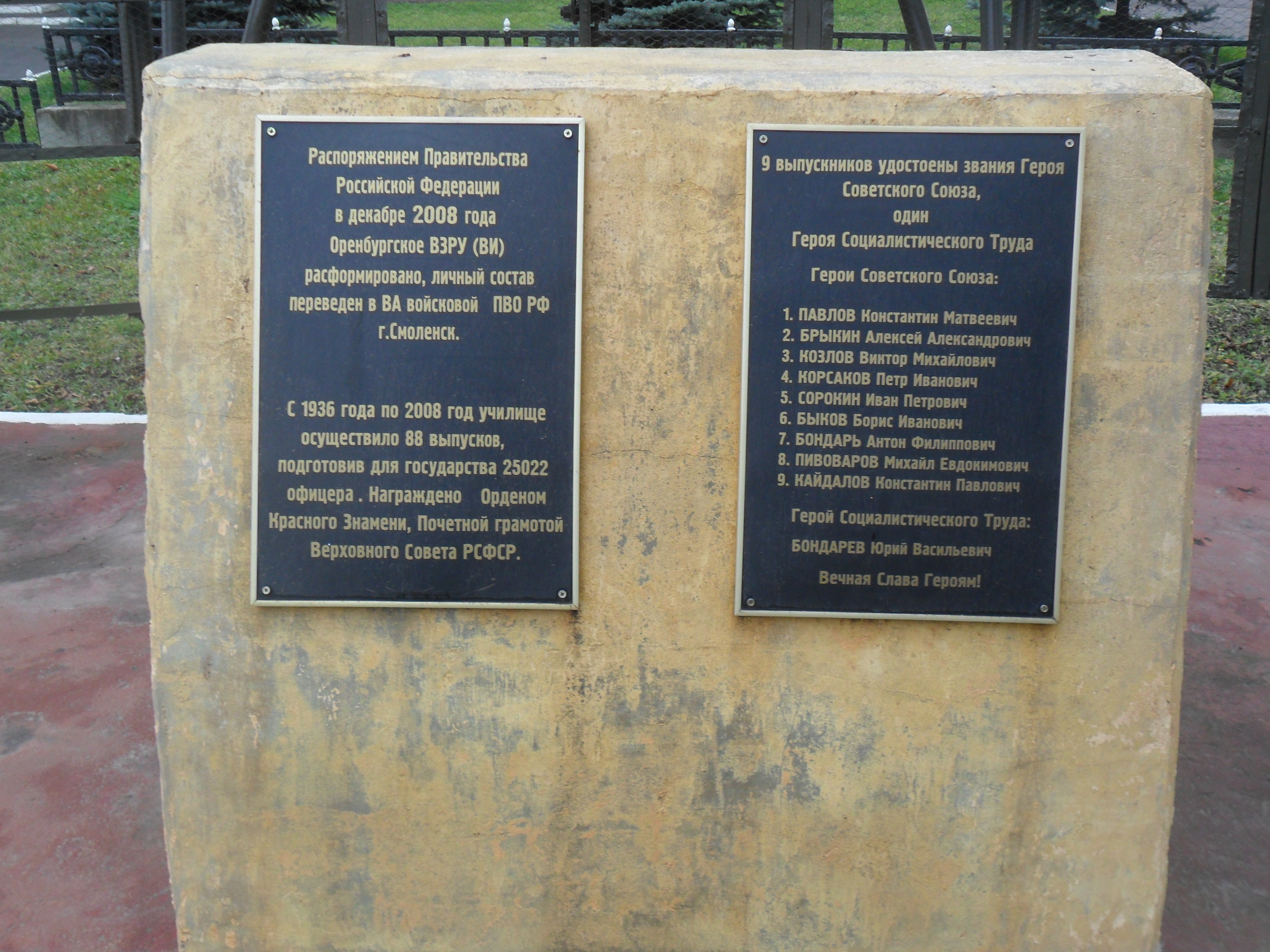
Имя Бондарева в списке выпускников Оренбургского высшего зенитного ракетного училища — Героев Советского Союза и Социалистического труда

С января 1944 года воевал в рядах 121-й Краснознаменной Рыльско-Киевской стрелковой дивизии в Польше и на границе с Чехословакией. С 1944 года член ВКП(б).
В октябре был направлен в Чкаловское артиллерийское училище, после окончания учёбы в декабре 1945 года признан ограниченно годным к службе и демобилизован по ранениям в звании младшего лейтенанта.

## Литературная деятельность
Фактически начал писать с 1945 года в военном училище. Сначала — стихи, потом — прозу.
Окончил Литературный институт им. А. М. Горького, семинар Паустовского (1945—1951).
Дебютировал в печати в 25 лет, в 1949 году. Первые рассказы выходили в журналах «Октябрь», «Смена» и «Огонёк». В 1951 году был принят в Союз писателей СССР. Первый сборник рассказов «На большой реке» вышел в 1953 году.
Автор рассказов (сборник «Поздним вечером», 1962), повестей «Юность командиров» (1956), «Батальоны просят огня» (1957; 4-серийный фильм «Батальоны просят огня» по мотивам повести, 1985), «Последние залпы» (1959; одноимённый фильм, 1961), «Родственники» (1969), романов «Горячий снег» (1969; одноимённый фильм, 1972), «Тишина» (1962; одноимённый фильм, 1964; 1992), «Двое» (продолжение романа «Тишина»; 1964), «Берег» (1975; одноимённый фильм, 1984), «Выбор» (1981; одноимённый фильм, 1987). 
Он стал одним из отцов-основателей «лейтенантской прозы». Как сказал Василь Быков:
Все мы вышли из бондаревских «Батальонов».
В своих произведениях размышлял о смысле жизни, о смерти, о вреде конформизма, исследовал чувства и переживания человека в переломные и судьбоносные моменты личной и общественной истории. Как отмечает Павел Басинский, главной темой бондаревских произведений была не война, а человеческая порядочность. Мнение о Бондареве и его романе «Выбор» критика Льва Анненского, высказанное в переписке с критиком Игорем Дедковым:
Я понимаю смысл твоего удивления, но надо ж и немножко в материал врезаться, а не только платонически переживать «Выбор» в секретарском томлении духа. Там уж и вовсе ничего нет, одно «художество», которое мне, как и тебе, давно и прочно осточертело, и я, конечно, эту секретарскую прозу в руки не брал. Бондарев среди них тем жалок, что осекретарился прекрасный по природе парень и хорошо начинавший писатель. Сожрали. Нет уж, раз так, то мне проще с каким-нибудь барином вроде Кожевникова, чем с этим ностальгирующим по трудностям счастливцем.
На следующий роман Бондарева «Игра» откликнулся уже Дедков — рецензией «Перед зеркалом, или Страдания немолодого героя» в журнале «Вопросы литературы», № 7, 1986 г.

## В кинематографе
Автор сценария фильма, снятого по роману «Горячий снег» (1972). Один из авторов сценария киноэпопеи «Освобождение» (1970) и фильма «Батальоны просят огня». С 1963 года был членом Союза кинематографистов СССР.

## Общественная деятельность и политическая позиция
Подписал Письмо группы советских писателей в редакцию газеты «Правда» 31 августа 1973 года о Солженицыне и Сахарове.
Депутат и заместитель председателя Совета Национальностей ВС СССР 11-го созыва (1984—1989) от Карачаево-Черкесской автономной области. Депутат съезда народных депутатов СССР (1989—1991). Делегат XIX Всесоюзной конференции КПСС (1988).
На XIX Всесоюзной партийной конференции 29 июня 1988 года сравнил горбачёвскую перестройку с самолётом, который подняли в воздух, не зная, есть ли в пункте назначения посадочная площадка. Там же он резко осудил критику советского прошлого и советской действительности, которая тогда разворачивалась в печати и на телевидении.
В 1989 году заявил, что не считает «возможным быть в составе учредителей советского ПЕН-центра», поскольку в списке учредителей есть те, «с кем я в нравственном несогласии по отношению к литературе, искусству, истории и общечеловеческим ценностям».
Член ЦК Компартии РСФСР (1990—1991). В 1991 году подписал обращение «Слово к народу». В январе 1992 года во главе группы советских писателей сжёг чучело Евгения Евтушенко в знак протеста против преобразования Союза писателей СССР в Содружество Союзов писателей.
В 1994 году публично отказался принять орден Дружбы народов по случаю своего 70-летия от Ельцина. Свою позицию он выразил в телеграмме на имя президента России, в которой указал: «Сегодня это уже не поможет доброму согласию и дружбе народов нашей великой страны».
Член правления (с 1967), секретарь правления (1971—1991), член бюро секретариата (1986—1991) и председатель правления Союза писателей России (декабрь 1990—1994).
Был председателем правления Российского добровольного общества любителей книги (1974—1979), членом редколлегии журнала «Наш современник» (вышел из редколлегии в знак протеста против публикации романа А. И. Солженицына «Октябрь Шестнадцатого»). Член Высшего творческого совета СП России (с 1994), почётный сопредседатель СП Подмосковья (с 1999). Член редколлегий журналов «Наше наследие», «Роман-газета», «Кубань» (с 1999), «Мир образования — образование в мире» (с 2001), газеты «Литературная ЕврАзия» (с 1999), Центрального совета движения «Духовное наследие». Академик Академии российской словесности (1996).
Ю. Бондарев достаточно жёстко оценивал современную российскую действительность. По его словам, мы живём в безвременье, время без больших идей, без нравственности и естественной доброты, без защитительной стыдливости и скромности. «Наша свобода — это свобода плевка в своё прошлое, настоящее и будущее, в святое, неприкосновенное, чистое». Но при этом писатель не терял веры в будущее России, он был убежден в том, что даже в очень страшной трагедии есть место надежде.
В мае 2009 года Ю. Бондарев поддержал решение мэра Москвы о запрете гей-парада.
6 марта 2014 года Ю. Бондарев подписал обращение Союза писателей России к Федеральному собранию и Президенту России Путину, в котором выразил поддержку действиям России в отношении Крыма и Украины.
Начиная с конца 1980-х годов и практически до конца своих дней Бондарев неоднократно заявлял о необходимости переименования города Волгограда обратно, в Сталинград.
15 марта 2019 года председатель правительства России Дмитрий Медведев поздравил Бондарева с 95-летием, отметив большой жизненный путь писателя, остававшегося неравнодушным к судьбе страны, твёрдо отстаивавшего свою позицию, не идущего на компромиссы с собственной совестью.
Скончался 29 марта 2020 года в Москве. Похороны прошли 2 апреля на Троекуровском кладбище Москвы (уч. 18).

### Романы
- Батальоны просят огня, 1957.
- Тишина, 1962.
- Двое, 1964.
- Горячий снег, 1970.
- Берег, 1975.
- Выбор, 1981.
- Игра, 1985.
- Искушение, 1992.
- Непротивление, 1996.
- Бермудский треугольник, 1999.
- Без милосердия, 2004.

### Повести
- Юность командиров, 1956.
- Последние залпы, 1959.
- Родственники, 1969.

### Сборник рассказов
- Поздним вечером, 1962.

### Цикл миниатюр
- Мгновения, 1977.

### Книги литературных статей
- Взгляд в биографию, 1971.
- Поиск истины, 1976.
- Хранители ценностей, 1978.
- Диалоги о формулах и красоте, 1990.

### Сценарии
- «49 дней», 1962 (сосценарист)
- «Освобождение», 1969—1972 (сосценарист).

### Собрание сочинений
- Избранные произведения в 2 томах, 1977.
- Собрание сочинений в 4 томах, М. Молодая гвардия,1973—1974.
  - 1 том: Батальоны просят огня; Последние залпы; Рассказы.
  - 2 том: Тишина; Статьи.
  - 3 том: Горячий снег; Статьи.
  - 4 том: Юность командиров; Родственники.
  - Доп. том. Берег.
- Собрание сочинений в 6 томах, М.: ИХЛ, 1984—1986.
  - 1 том: Батальоны просят огня; Юность командиров.
  - 2 том: Последние залпы; Горячий снег.
  - 3 том: Тишина; Родственники.
  - 4 том: Берег.
  - 5 том: Выбор; Рассказы; Мгновения.
  - 6 том: Поиск истины: Статьи; Диалоги о литературе; Литературные портреты.
- Собрание сочинений в 8 томах, М., Голос, 1993—1996.
  - 1 том: Батальоны просят огня; Последние залпы; Рассказы.
  - 2 том: Горячий снег; Рассказы.
  - 3 том: Тишина. Рассказы.
  - 4 том. Берег. Рассказы. Мгновения.
  - 5 том. Выбор. Мгновения.
  - 6 том. Игра. Родственники.
  - 7 том. Искушение. Мгновения.
  - 8 том. Кн. 1. Юность командиров.
  - 8 том. Кн. 2. Непротивление.
- Собрание сочинений в 6 томах, 2013.
  - 1 том: Батальоны просят огня; Последние залпы; Горячий снег.
  - 2 том: Тишина; Двое; Родственники; Рассказы.
  - 3 том: Берег; Мгновения.
  - 4 том: Выбор; Игра; Мгновения.
  - 5 том: Искушение; Непротивление; Мгновения.
  - 6 том: Бермудский треугольник; Без милосердия; Мгновения.

## Экранизации
- 1961 — Последние залпы, режиссёр Леон Сааков
- 1962 — 49 дней, режиссёр Генрих Габай
- 1964 — Тишина, режиссёр Владимир Басов
- 1972 — Горячий снег, режиссёр Гавриил Егиазаров
- 1972 — Простите нас, режиссёр Ариф Бабаев
- 1982 — Вот опять окно… (Вторая новелла — по рассказу Ю.Бондарева «Простите нас!») (ТВ), режиссёр Лев Цуцульковский
- 1983 — Берег, режиссёры Александров Алов, Владимир Наумов.
- 1985 — Батальоны просят огня, режиссёры: Владимир Чеботарёв, Александр Боголюбов
- 1986 — Открытое окно (по рассказу Ю. Бондарева «Клара»), (мультфильм), режиссёр Розалия Зельма
- 1987 — Выбор, режиссёр Владимир Наумов
- 1992 — Тишина (телесериал), режиссёр Ольгерд Воронцов

## Награды, премии и звания
- Герой Социалистического Труда (14 марта 1984 года)
- два ордена Ленина (22 июня 1971 года; 14 марта 1984 года)
- Орден Октябрьской Революции (7 августа 1981 года)
- Орден Отечественной войны I степени (11 марта 1985 года)
- Орден Трудового Красного Знамени (18 марта 1974 года)
- Орден Дружбы народов (14 марта 1994 года) — за большой личный вклад в развитие отечественной культуры и современной литературы[29]; отказался принять, о чём направил телеграмму Б. Н. Ельцину
- Орден «Знак Почёта» (28 октября 1967 года)
- Орден «За личное мужество» (10 марта 2009 года, Приднестровская Молдавская Республика) — за личный вклад в развитие и укрепление дружбы и сотрудничества между Российской Федерацией и Приднестровской Молдавской Республикой, выдающиеся заслуги в создании высокохудожественных произведений о Великой Отечественной войне 1941—1945 гг., возрождение и пропаганду истинных культурных ценностей[30]
- Орден Почёта (14 октября 2003 года, Приднестровская Молдавская Республика) — за заслуги в создании и становлении писательской организации Приднестровской Молдавской Республики, пропаганду литературных произведений приднестровских авторов в Российской Федерации, организацию Дней литературы Приднестровья в городе Москва[31]
- две медали «За отвагу» (14 октября 1943 года, 21 июня 1944 года)
- Медаль «За оборону Сталинграда»
- Медаль «За победу над Германией в Великой Отечественной войне 1941-1945 гг.»
- другие медали
- Ленинская премия (1972) — за сценарий киноэпопеи «Освобождение»
- Государственная премия РСФСР имени братьев Васильевых (1975) — за сценарий к фильму «Горячий снег» (1972)
- Государственная премия СССР (1977) — за роман «Берег»
- Государственная премия СССР (1983) — за роман «Выбор»
- Государственная премия Российской Федерации имени Маршала Советского Союза Г. К. Жукова в области литературы и искусства (23 апреля 2014 года) — за серию книг, раскрывающих величие народного подвига в Великой Отечественной войне 1941—1945 годов, героизм и мужество защитников Отечества[7][32]
- Золотая медаль имени А. А. Фадеева
- Золотая медаль имени А. П. Довженко (1973) — за сценарий фильма «Горячий снег» (1972)
- приз ВКФ[источник не указан 3586 дней] (1984) — за сценарий фильма «Берег» (1983)
- премия имени Льва Толстого (1993)
- Международная премия имени М. А. Шолохова в области литературы и искусства (1994)
- Всероссийская литературная премия «Сталинград»[источник не указан 3586 дней]
- медаль ЦК КПРФ «90 лет Великой Октябрьской Социалистической Революции»[источник не указан 3586 дней]
- Почётный гражданин города-героя Волгограда (2004)[33]
- премия имени А. Невского «России верные сыны»
- Большая литературная премия России (2012)[34]
- премия «Древо жизни» (2012)[35]
- премия «Ясная поляна» (2013)
- Патриаршая литературная премия имени святых равноапостольных Кирилла и Мефодия (2015)[36]
- Таврическая литературная премия (2016)

## Память

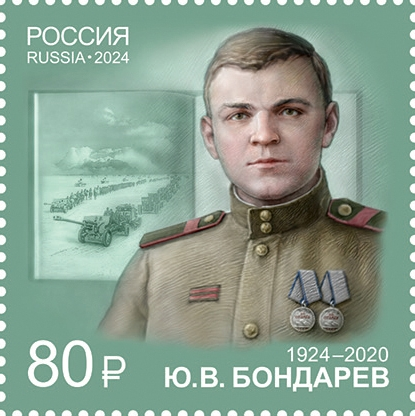
Почтовая марка России, 2024 год

- Почтовая марка России, 2024 годИменем Героя названа улица в Волгограде[37].
- В 2024 году была выпущена почтовая марка из серии «Писатели-фронтовики».